# Nylonstrømpe
En nylonstrømpe er en benbeklædningsgenstand fremstillet af polyamid (firmanavn: Nylon, Perlon) eller lignende mikrofibre.
Ordet nylon er muligvis amerikansk engelsk, dannet af forbogstaverne i New York og første led i London   Strømperne var lavet af silke eller rayon, kendt som kunstsilke. De første strømper af nylon kom frem i slutningen af 1930'erne. De havde en tydelig søm bag på og det var vigtigt at sømmen sad pinligt lige. I 1950'erne begyndte man at rundstrikke strømperne, så sømmen forsvandt. Nylonstrømper kan bl.a. fås som strømpebukser, knæstrømper og almindelige strømper.

## Reference
1. ↑  Den Danske Ordbog, .
2. ↑  TimelessMyths., .